# 筑前あさくら農業協同組合
筑前あさくら農業協同組合（ちくぜんあさくらのうぎょうきょうどうくみあい、通称：JA筑前あさくら）は、福岡県朝倉市に本店を置く農業協同組合。

## 区域
- 朝倉市
- 朝倉郡筑前町
- 朝倉郡東峰村

## 沿革
- 1960年（昭和35年）3月 - 夜須・東小田・中津屋の各農協が合併し、夜須町農協が発足[1]。
- 1962年（昭和37年）3月 - 小石原・鼓の各農協が合併し、小石原村農協が発足[2]。
- 1963年（昭和38年）
  - 3月 - 甘木・美奈木・立石・上秋月・安川・高木・馬田の各農協が合併し、甘木市農協が発足[2]。
  - 10月 - 朝倉・宮野・大福・長淵の各農協が合併し、朝倉町農協が発足[2]。
- 1975年（昭和50年）3月 - 甘木市・金川・福田・蜷城の各農協が合併し、甘木市農協が発足[3]。
- 1978年（昭和53年）3月 - 甘木市農協が秋月農協を合併[3]。
- 1994年（平成6年）4月 - 小石原村・宝珠山村・杷木町・朝倉町・甘木市・大美和・夜須町の各農協が合併し、筑前あさくら農協が発足[4]。
- 2000年（平成12年）4月 - Aコープ事業を株式会社エーコープ福岡[5]（現・株式会社Aコープ九州）に譲渡[6]。
- 2006年（平成18年）10月 - 30支所体制から11支店体制へ統合・再編。
- 2011年（平成23年）
  - 3月 - みい農協・にじ農協・久留米市農協および全農福岡県本部との間で、農機事業の一体運営の実施について合意・調印[7]。
  - 4月 - 上記の農機事業一体運営を開始[8]。
    - 全農福岡県本部久留米物流センター内に「広域農機センター」を設置し、各農協を拠点として広域で整備対応を行う。
- 2016年（平成28年） - 11支店体制から7支店体制へ統合・再編。
- 2024年（令和6年）6月 - 通所介護事業所「デイサービスよりあい」廃止[9]。

## 店舗・施設

### 本店・支店
- 本店
- 東峰支店
- 杷木支店
- 三奈木支店
- 甘木中央支店
- 秋月支店
- 三輪支店
- 夜須支店

### 施設
- 東部営農センター杷木店
- 東部営農センター朝倉店
- 中部営農センターきばる
- 西部営農センター
- 朝倉堆肥センター
- きばる農産物直売所
- 旬菜ひろば とまと
- 中央選果場
- 志波選果場
- 果樹課
- 東部野菜課
- 朝倉野菜センター
- 中部野菜課
- 夜須選果場
- 緑化センター
- 鉢花センター
- 朝倉カントリーエレベーター
- 馬田カントリーエレベーター
- 金川カントリーエレベーター
- 三輪カントリーエレベーター
- 昭和カントリーエレベーター
- 平成カントリーエレベーター
- 蜷城ライスセンター
- 福田ライスセンター
- 東部農機センター
- 中部農機センター
- 西部農機センター
- 三輪農機センター
- 車両センター
- 小石原給油所
- セルフステーション宝珠山
- セルフステーション杷木
- 比良松給油所
- セルフステーションきばる
- セルフステーション甘木南部
- セルフステーションみわ
- セルフステーション夜須
- 燃料福祉部・福祉介護センター
- やすらぎ中央会館
- やすらぎ朝倉会館
- やすらぎ朝日会館
- やすらぎ杷木会館